# 三鳳宮
三鳳宮（さんほうきゅう、さんほうぐう〈サンフォンクォン、サンフォンゴン〉San Fong Kong, Sanfenggong〈Sān fèng gōng〉）は、台湾の高雄市三民区にある道教の寺院。哪吒（中壇元帥〈ちゅうだんげんすい〉、哪吒三太子〈なたさんたいし〉）を主神として祀る。

## 歴史
現在より300年以上さかのぼる清朝時代の康熙年間（1662-1722年）に建立された。その後、数回の増改築と移築を経て、1920年（民国9年）および1947年（民国36年）に再建されたが、1960年（民国49年）11月、建国三路の拡張の際に支障をきたした。このため1962年（民国51年）より移築計画が開始され、1964年（民国53年）11月に着工の後、1971年（民国60年）、7年の歳月を経て現在の三民区河北二路に移転し、かつての三鳳亭の名称を現在の三鳳宮に変更するとともに、1972年（民国61年）12月に落成した。

## 構成
建築家の謝自南ならびに技師らにより設計された廟宇は、中国北方の宮殿構造を模した3階建て重層建築物で、台湾最大の哪吒三太子廟である。南正面に前殿、東に啓門閣（繁: 啟門閣）、西に長庚閣がある。そして正殿である中殿に哪吒（なた〈中壇元帥、三太子〉）が主神として祀られる、上層階には玉皇大帝や両側に南斗星君・北斗星君が祀られており、ほかにも釈迦牟尼仏や観世音菩薩などの菩薩や十八羅漢を含む多くの神仏が祀られる。また、後殿を備えるとともに、東西には回廊があり上層の東側に鐘樓、西側に鼓樓がある。

## アクセス
- 台鉄、高雄捷運 高雄駅の西南西 約1.0km
- 高雄捷運 市議会駅の北北東 約800m